# Плен (Нижний Рейн)
Плен (фр. Plaine) — коммуна на северо-востоке Франции в регионе Гранд-Эст (бывший Эльзас — Шампань — Арденны — Лотарингия), департамент Нижний Рейн, округ Мольсем, кантон Мюциг. До марта 2015 года коммуна административно входила в состав упразднённого кантона Саль (округ Мольсем).
Площадь коммуны — 22,84 км², население — 927 человек (2006) с тенденцией к росту: 986 человек (2013), плотность населения — 43,2 чел/км².

## Население
Население коммуны в 2011 году составляло 971 человек, в 2012 году — 978 человек, а в 2013-м — 986 человек.
| 1962 | 1968 | 1975 | 1982 | 1990 | 1999 | 2006 | 2008 | 2011 | 2012 | 2013 |
| ---- | ---- | ---- | ---- | ---- | ---- | ---- | ---- | ---- | ---- | ---- |
| 793  | 711  | 651  | 672  | 709  | 795  | 927  | 965  | 971  | 978  | 986  |

Динамика населения:

## Экономика
В 2010 году из 627 человек трудоспособного возраста (от 15 до 64 лет) 462 были экономически активными, 165 — неактивными (показатель активности 73,7 %, в 1999 году — 70,6 %). Из 462 активных трудоспособных жителей работали 422 человека (232 мужчины и 190 женщин), 40 числились безработными (13 мужчин и 27 женщин). Среди 165 трудоспособных неактивных граждан 45 были учениками либо студентами, 74 — пенсионерами, а ещё 46 — были неактивны в силу других причин.

## Достопримечательности (фотогалерея)
- Панорама центральной части коммуны
- Отель на берегу реки Брюш
- Церковь святого Арнольда
- Колокольня
- Интерьер, вид на алтарь
- Интерьер, вид на орган
- Военное кладбище со статуей Жанне д’Арк